# دوغلات (ایسجه‌حصار)
دوغلات (به ترکی استانبولی: Doğlat) یک منطقهٔ مسکونی در ترکیه است که در ایسجه‌حصار واقع شده‌است.